# Cormura brevirostris
Cormura brevirostris är en fladdermusart som först beskrevs av Wagner 1843.  Cormura brevirostris är ensam i släktet Cormura som tillhör familjen frisvansade fladdermöss. Inga underarter finns listade i Catalogue of Life.
Individerna når en kroppslängd (huvud och bål) av 58 till 72 mm, en svanslängd av 9 till 17 mm och en vikt mellan 7 och 11 g. Underarmarna är 41 till 50 mm långa. Den fria delen av svansen som inte ligger i flygmembranen är bara 1 till 3 mm lång. Pälsen har en svartbrun till rödbrun färg och är på undersidan lite ljusare. Den säckformiga körteln som finns hos flera medlemmar av familjen ligger hos Cormura brevirostris i mitten av den svarta flygmembranen.
Denna fladdermus har två från varandra skilda populationer i Central- och Sydamerika. Den första förekommer från Nicaragua till gränsen mellan Panama och Colombia. Den andra populationen hittas i norra Sydamerika öster om Anderna ungefär fram till centrala Bolivia och centrala Brasilien. Arten vistas i låglandet och i bergstrakter upp till 1000 meter över havet. Habitatet utgörs främst av regnskogar samt av andra fuktiga landskap. Där flyger Cormura brevirostris ofta över skogsgläntor eller längs skogens kanter.
Individerna lämnar gömstället kort efter solnedgången och jagar flygande insekter. De vilar i trädens håligheter, under nedfallna träd eller under broar. En grupp av upp till fem individer vilar tät intill varandra. Ibland bildas en formation där buken av en individ ligger på ryggen av nästa individ. Cormura brevirostris jagar med hjälp av ekolokalisering.
Cormura brevirostris hotas i viss mån av skogsavverkningar men den har ett ganska stort utbredningsområde och kan troligen anpassa sig till förändringar. IUCN kategoriserar arten globalt som livskraftig.